# Swidden

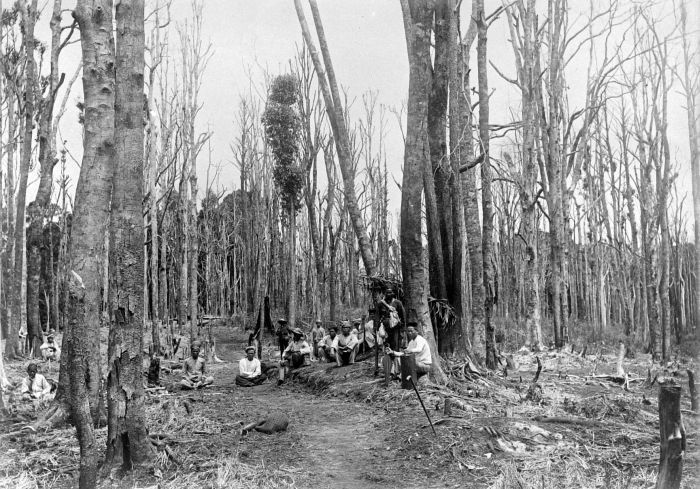
Een afgeoogste rijstladang omstreeks 1900 in Sumatra.

Een swidden (Indonesisch: ladang, Spaans: milpa) is een akker die is ontstaan door een stuk bos te kappen of af te branden, of een combinatie van hakken en branden. Deze vorm van zwerflandbouw komt onder meer voor in Indonesië, met uitzondering van de dichtbevolkte eilanden Java en Bali. In Mexico spreekt men van milpa en in Sri Lanka van chena.
Vlak voor de regentijd wordt een stuk bos platgebrand en de grond wordt bewerkt tot de bodem is uitgeput, waarna men vertrekt naar een ander stuk bos. Vooral natuurvolkeren die in oerbossen wonen passen deze methode toe. Door het platbranden van het bos worden twee vliegen in één klap geslagen; er wordt ruimte gecreëerd en de bodem wordt bemest. Na enkele jaren is de grond uitgeput en wordt aan z'n lot overgelaten. 
Om de tien jaar werd een stuk bos omgekapt en zo kon de grond herstellen, maar de door de toename van de bevolking wordt de ladang steeds minder toegepast.